# Йокл, Карол
Ка́рол Йокл (словац. Karol Jokl; род. 29 августа 1945, Бётеваны, ЧССР — 28 октября 1996) — чехословацкий футболист, нападающий.

## Карьера

### Клубная
Йокл начинал карьеру в юношеском составе ФК «Искра» из Партизанске, в 18 лет перешёл в братиславский «Слован». В составе братиславского клуба добился сенсационной победы в Кубке обладателей кубков 1968/69, когда в финале 21 мая 1969 чехословацкая команда сенсационно победила «Барселону» 3:2. Завершал карьеру в «Банике» из Прьевидзы.

### В сборной
В сборной сыграл 27 матчей, забил 11 голов. Играл на чемпионате мира 1970, провёл там три матча.

### Тренерская
Как тренер успел поработать только в родном «Словане» из Братиславы с 1994 по 1996 годы, помогая Душану Галису.

## Достижения
- Чемпион Чехословакии: 1970, 1974
- Победитель Кубка Чехословакии: 1968, 1974
- Победитель Кубка Словакии: 1970, 1974
- Победитель Кубка кубков: 1969
- Победитель Кубка Интертото: 1968, 1970, 1972, 1973 и 1974